# 辛钦常数
在數論領域中，苏联數學家亚历山大·雅科夫列维奇·辛钦（Aleksandr Yakovlevich Khinchin）證明對於幾乎所有實數x，其連分數表示式的係數ai的幾何平均數之極限存在，且與x數值無關，此數值稱為辛钦常數（英語：Khinchin's constant）。
以下是x的連分數表示式
{\displaystyle x=a_{0}+{\cfrac {1}{a_{1}+{\cfrac {1}{a_{2}+{\cfrac {1}{a_{3}+{\cfrac {1}{\ddots }}}}}}}}\;}
針對任意實數x，以下的等式幾乎總是為真
{\displaystyle \lim _{n\rightarrow \infty }\left(\prod _{i=1}^{n}a_{i}\right)^{1/n}=K_{0}}
其中 {\displaystyle K_{0}}為辛钦常數
{\displaystyle K_{0}=\prod _{r=1}^{\infty }{\left(1+{1 \over r(r+2)}\right)}^{\log _{2}r}\approx 2.6854520010\dots } （OEIS數列A002210）.
不符合上述條件的實數包括了有理數、實係數二次方程的解（包括黃金比例 {\displaystyle {\frac {1+{\sqrt {5}}}{2}}}），以及自然對數的底e。目前辛欽常數是否為無理數或代數數仍猶未可知。雖然幾乎所有實數之連分數係數的幾何平均都趨近於辛欽常數，但除了特意建構的實數外，並沒有實數被嚴格證明有此性質，僅有一些數值上的證據，像是圓周率及欧拉-马歇罗尼常数。

## 開放問題

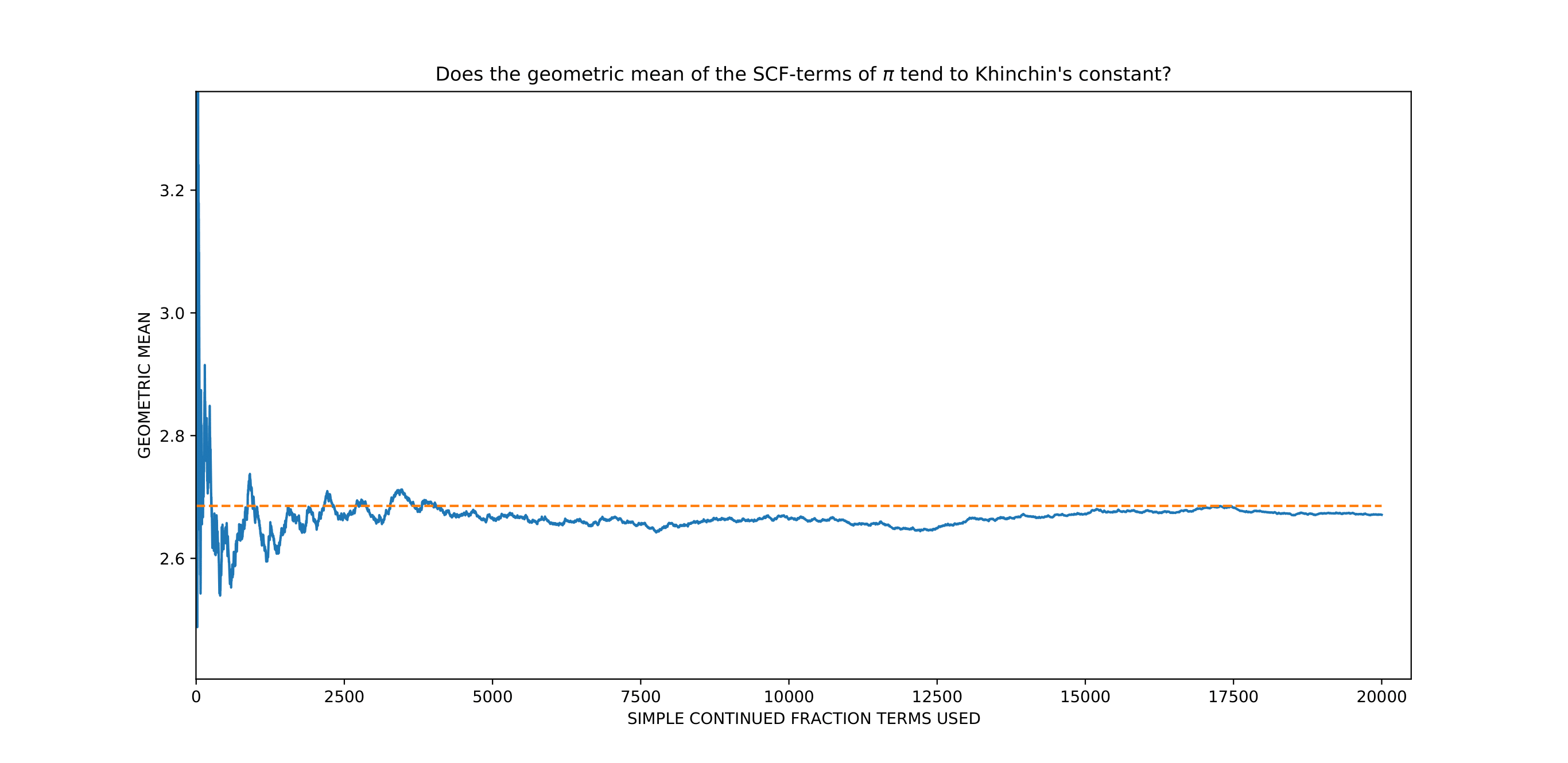
似乎會趨近辛钦常数

- 根據數值上的證據[1][2]，圓周率π、歐拉-馬斯刻若尼常數γ、以及辛钦常数本身的連分數係數ai的幾何平均數會趨近辛钦常数，不過這還沒有嚴謹的證明。
- 目前還不知道辛欽常數是有理數、代數數、無理數或超越數[3]。

## 外部連結
- 110,000 digits of Khinchin's constant
- 10,000 digits of Khinchin's constant

1. ↑  Weisstein, Eric W. . mathworld.wolfram.com.   [2020-03-23]. （原始内容存档于2024-01-13） （英语）.
2. ↑  Weisstein, Eric W. . mathworld.wolfram.com.   [2020-03-23]. （原始内容存档于2023-11-06） （英语）.
3. ↑  埃里克·韦斯坦因. . MathWorld.